# Laephotis botswanae
Laephotis botswanae är en fladdermusart som beskrevs av Henry W. Setzer 1971. Laephotis botswanae ingår i släktet Laephotis och familjen läderlappar. IUCN kategoriserar arten globalt som livskraftig. Inga underarter finns listade i Catalogue of Life.
Laephotis botswanae är liten och den saknar hudflikar (blad) på näsan. Pälsen på ovansidan bildas av hår som är svartbruna nära roten och rödbruna, bruna eller ljusbruna på spetsen. Synlig är främst hårspetsarna. På undersidan varierar pälsfärgen från krämfärgad på hakan till vit på buken. Djuret saknar hår på nosen och kring ögonen och där finns brun hud. Arten har 17 till 22 mm stora och trekantiga öron. Vid den bruna flygmembranen förekommer ibland en vitaktig kant och svansflyghuden är lite genomskinlig. Svansen är helt eller nästan helt inbäddad i svansflyghuden. För holotypen registrerades en kroppslängd av 9,6 cm (med svans), en svanslängd av 4,1 cm och 0,8 cm långa bakfötter. Underarmarna var 3,7 cm långa.
Denna fladdermus förekommer med flera från varandra skilda populationer i sydöstra Afrika. De nordligaste populationerna finns i södra Kongo-Kinshasa och södra Tanzania och i syd når arten nordöstra Sydafrika. Habitatet utgörs av torra eller fuktiga savanner samt av hedområden.
Arten behöver några träd i utbredningsområdet och den vilar under lösa skivor av bark. Laephotis botswanae lever vanligen i par.